# Jake Bidwell
Jake Brian Bidwell (Southport, 21 marzo 1993) è un calciatore inglese, difensore del Coventry City.

## Caratteristiche tecniche
Inizia la sua carriera come portiere, salvo poi adattarsi a terzino sinistro.

## Carriera

### Club
Muove i suoi primi passi nel settore giovanile dell'Everton, società nella quale approda all'età di 11 anni. Esordisce in prima squadra il 17 febbraio 2009 contro il BATĖ Borisov, diventando - all'età di 16 anni e 271 giorni - il calciatore più giovane dei Toffes a debuttare in una competizione europea.
Il 24 novembre 2011 viene ceduto a titolo temporaneo al Brentford, in League One. Termina l'annata con 25 presenze. Il 29 agosto 2012 le due società si accordano per il rinnovo del prestito. Il 17 giugno 2013 viene acquistato a titolo definitivo dalle Bees, legandosi al Brentford per mezzo di un contratto di tre anni. Il 24 luglio 2014 rinnova il proprio contratto fino al 2017.
In seguito al ritiro di Kevin O'Connor, viene nominato capitano della squadra. Mette a segno la sua prima rete in carriera il 15 dicembre 2015 contro il Cardiff City (incontro terminato 3-2 per i gallesi).
Il 1º luglio 2016 si lega per tre stagioni al QPR.

### Nazionale
Ha giocato nelle nazionali giovanili inglesi Under-16, Under-17, Under-18 ed Under-19.

## Statistiche

### Presenze e reti nei club
Statistiche aggiornate al 5 ottobre 2024.
| Stagione             | Squadra              | Campionato           | Campionato | Campionato | Coppe nazionali | Coppe nazionali | Coppe nazionali | Coppe continentali | Coppe continentali | Coppe continentali | Altre coppe | Altre coppe | Altre coppe | Totale | Totale |
| Stagione             | Squadra              | Comp                 | Pres       | Reti       | Comp            | Pres            | Reti            | Comp               | Pres               | Reti               | Comp        | Pres        | Reti        | Pres   | Reti   |
| -------------------- | -------------------- | -------------------- | ---------- | ---------- | --------------- | --------------- | --------------- | ------------------ | ------------------ | ------------------ | ----------- | ----------- | ----------- | ------ | ------ |
| 2009-2010            | Everton              | PL                   | 0          | 0          | FACup+CdL       | 0               | 0               | UEL                | 1                  | 0                  | -           | -           | -           | 1      | 0      |
| 2010-2011            | Everton              | PL                   | 0          | 0          | FACup+CdL       | 0               | 0               | -                  | -                  | -                  | -           | -           | -           | 0      | 0      |
| nov. 2011            | Everton              | PL                   | 0          | 0          | FACup+CdL       | 0               | 0               | -                  | -                  | -                  | -           | -           | -           | 0      | 0      |
| Totale Everton       | Totale Everton       | Totale Everton       | 0          | 0          |                 | 0               | 0               |                    | 1                  | 0                  |             | -           | -           | 1      | 0      |
| nov. 2011-2012       | Brentford            | FL1                  | 24         | 0          | FACup+CdL       | 0               | 0               | -                  | -                  | -                  | FLT         | 1           | 0           | 25     | 0      |
| 2012-2013            | Brentford            | FL1                  | 40+3       | 0          | FACup+CdL       | 6+0             | 0               | -                  | -                  | -                  | FLT         | 1           | 0           | 50     | 0      |
| 2013-2014            | Brentford            | FL1                  | 38         | 0          | FACup+CdL       | 2+0             | 0               | -                  | -                  | -                  | FLT         | 1           | 0           | 41     | 0      |
| 2014-2015            | Brentford            | FLC                  | 43+2       | 0          | FACup+CdL       | 1+2             | 0               | -                  | -                  | -                  | -           | -           | -           | 48     | 0      |
| 2015-2016            | Brentford            | FLC                  | 45         | 3          | FACup+CdL       | 1+1             | 0               | -                  | -                  | -                  | -           | -           | -           | 47     | 3      |
| Totale Brentford     | Totale Brentford     | Totale Brentford     | 190+5      | 3          |                 | 13              | 0               |                    | -                  | -                  |             | 3           | 0           | 211    | 3      |
| 2016-2017            | QPR                  | FLC                  | 36         | 0          | FACup+CdL       | 1+1             | 1+0             | -                  | -                  | -                  | -           | -           | -           | 38     | 1      |
| 2017-2018            | QPR                  | FLC                  | 46         | 2          | FACup+CdL       | 1+0             | 0               | -                  | -                  | -                  | -           | -           | -           | 47     | 2      |
| 2018-2019            | QPR                  | FLC                  | 40         | 0          | FACup+CdL       | 4+1             | 1+0             | -                  | -                  | -                  | -           | -           | -           | 45     | 1      |
| Totale QPR           | Totale QPR           | Totale QPR           | 122        | 2          |                 | 8               | 2               |                    | -                  | -                  |             | -           | -           | 130    | 4      |
| 2019-2020            | Swansea City         | FLC                  | 37+2       | 0          | FACup+CdL       | 1+0             | 0               | -                  | -                  | -                  | -           | -           | -           | 40     | 0      |
| 2020-2021            | Swansea City         | FLC                  | 39+3       | 1          | FACup+CdL       | 3+1             | 0               | -                  | -                  | -                  | -           | -           | -           | 46     | 1      |
| 2021-gen. 2022       | Swansea City         | FLC                  | 16         | 2          | FACup+CdL       | 0+3             | 0               | -                  | -                  | -                  | -           | -           | -           | 19     | 2      |
| Totale Swansea City  | Totale Swansea City  | Totale Swansea City  | 92+5       | 3          |                 | 8               | 0               |                    | -                  | -                  |             | -           | -           | 105    | 3      |
| gen.-giu. 2022       | Coventry City        | FLC                  | 16         | 0          | FACup+CdL       | 1+0             | 0               | -                  | -                  | -                  | -           | -           | -           | 17     | 0      |
| 2022-2023            | Coventry City        | FLC                  | 45+3       | 1          | FACup+CdL       | 1+1             | 0               | -                  | -                  | -                  | -           | -           | -           | 50     | 1      |
| 2023-2024            | Coventry City        | FLC                  | 33         | 1          | FACup+CdL       | 4+1             | 0               | -                  | -                  | -                  | -           | -           | -           | 38     | 1      |
| 2024-2025            | Coventry City        | FLC                  | 7          | 1          | FACup+CdL       | 0+1             | 0               | -                  | -                  | -                  | -           | -           | -           | 8      | 1      |
| Totale Coventry City | Totale Coventry City | Totale Coventry City | 101+3      | 3          |                 | 9               | 0               |                    | -                  | -                  |             | -           | -           | 113    | 3      |
| Totale carriera      | Totale carriera      | Totale carriera      | 518        | 11         |                 | 38              | 2               |                    | 1                  | 0                  |             | 3           | 0           | 560    | 13     |

## Palmarès

### Club

#### Competizioni giovanili
- Premier Academy League: 1

Everton: 2009-2010

### Nazionale
- Nordic Tournament: 1

Inghilterra Under-17: 2009
- Montaiugu Tournament: 1

Inghilterra Under-17: 2009